# 날스 바클리
날스 바클리(Gnarls Barkley)는 미국의 소울 듀오이다.

## 디스코그래피
- St. Elsewhere
- The Odd Couple

## 같이 보기
- 브로큰 벨스